# Okres Olsztyn
Okres Olsztyn (Olštýn; polsky Powiat olsztyński) je okres v polském Varmijsko-mazurském vojvodství. Rozlohu má 2838,02 km² a v roce 2019 zde žilo 126 781 obyvatel. Sídlem správy okresu je město Olštýn, které však není jeho součástí, ale tvoří samostatný městský okres.

## Gminy
Městsko-vesnické:
- Barczewo
- Biskupiec
- Dobre Miasto
- Jeziorany
- Olsztynek

Vesnické:
- Dywity
- Gietrzwałd
- Jonkowo
- Kolno
- Purda
- Stawiguda
- Świątki

## Města
- Barczewo
- Biskupiec
- Dobre Miasto
- Jeziorany
- Olsztynek

## Sousední okresy
| Růžice kompasu | Lidzbark Warmiński | Lidzbark Warmiński | Bartoszyce     | Růžice kompasu |
| Růžice kompasu | Ostróda            | Sever              | Mrągowo        | Růžice kompasu |
| Růžice kompasu | Ostróda            | Okres Olsztyn      | Mrągowo        | Růžice kompasu |
| Růžice kompasu | Ostróda            | Jih                | Mrągowo        | Růžice kompasu |
| Růžice kompasu | Ostróda            | Nidzica            | Okres Szczytno | Růžice kompasu |